# Sun Chunlan
En aquest nom xinès, el cognom és Sun.
Sun Chunlan   (Raoyang County, 24 de maig de 1950) és una política xinesa, membre del Politburó del Partit Comunista de la Xina i nomenada el 19 de març de 2018 viceprimer ministra del Govern xinès durant el 13è Congrés Nacional del Poble (Assemblea Popular Nacional de la Xina).
Sun Chunlan va néixer en el si d'una família obrera, el 24 de maig de 1950 a Royang, província xinesa de Hebei. Es va graduar a l'Institut de Tecnologia de l'Acer d'Anshan a Liaoning (1965-1969), La seva formació es va completar 20 anys més tard, igual que molts quadres del Partit, per cursos de gestió - MBA - per correspondència a la Universitat de Shenyang, i després en Ciència Política a l'Escola del Partit de Pequín.
Les seves primeres experiències laborals les va realitzar a la ciutat de Anshan, primer en una fàbrica de rellotges (1969), on posteriorment hi va ocupar llocs de caràcter polític (1971-1974), tant en aquesta factoria com en altres fàbriques, del sector de la il·luminació (1974-1977) i del tèxtil (1977-1978).
El 30 de gener del 2020 la vicepresidenta va ser un dels membres del govern xinès que va visitar la zona epicentre del brot del coronavirus a Wuhan,a la província de Hubei. Sun Chunlan va visitar els treballadors mèdics i va inspeccionar comunitats residencials.

## Càrrecs ocupats
La seva activitat la desenvolupat en l'àmbit associatiu, però especialment en càrrecs polítics i sindicals, recolzada per Hu JIntao.
- 1997 a 2005: Diversos càrrecs a la província de Liaoning, on va arribar a ser l'alcaldessa de la ciutat de Dailan.[5]
- 2005 a 2009: vicepresidenta i primera Secretaria de la Federació de Sindicats[5]
- 2009 a 2012 : Diversos càrrecs a la província de Fujian.[3]
- 2012- 2014 : Secretaria del Comitè Municipal de Tianjin.[6]

Membre del Comitè Central dels 15è, 16è, 17è, 18è i 19è Congrés Nacional del Partit Comunista de la Xina.